# الاجیتانین تمشک
الاجیتانین تمشک (به انگلیسی: Raspberry ellagitannin) با فرمول شیمیایی C۱۱۶H۷۶O۷۴ یک ترکیب شیمیایی است. که جرم مولی آن ۲۶۵۳٫۷۹ g/mol می‌باشد. 